# تسوتومو سکینه
تسوتومو سکینه (انگلیسی: Tsutomu Sekine؛ زادهٔ ۲۱ اوت ۱۹۵۳) کمدین، مجری تلویزیون، کارگردان فیلم، و شخصیت‌های تلویزیونی در ژاپن اهل ژاپن است.